# Liste der Biografien/Det
Liste der Biografien |
Portal Biografien |
Personensuche
# |
A |
B |
C |
D |
E |
F |
G |
H |
I |
J |
K |
L |
M |
N |
O |
P |
Q |
R |
S |
T |
U |
V |
W |
X |
Y |
Z |
?
 
Da |
Db |
Dc |
Dd |
De |
Dg |
Dh |
Di |
Dj |
Dk |
Dl |
Dm |
Dn |
Do |
Dq |
Dr |
Ds |
Du |
Dv |
Dw |
Dy |
Dz
 
De A |
De B |
De C |
De D |
De E |
De F |
De G |
De H |
De J |
De K |
De L |
De M |
De N |
De P |
De Q |
De R |
De S |
De T |
De V |
De W |
De Y |
De Z 

Dea |
Deb |
Dec |
Ded |
Dee |
Def |
Deg |
Deh |
Dei |
Dej |
Dek |
Del |
Dem |
Den |
Deo |
Dep |
Deq |
Der |
Des |
Det |
Deu |
Dev |
Dew |
Dex |
Dey |
Dez
Die Liste der Biografien führt alle Personen auf, die in der deutschsprachigen Wikipedia einen Artikel haben. Dieses ist eine Teilliste mit 292 Einträgen von Personen, deren Namen mit den Buchstaben „Det“ beginnt.

## Det

### Deta
- Detaille, Georges (* 1898), belgischer Journalist
- Detaille, Jean Baptiste Édouard (1848–1912), französischer Maler
- Détant, Thierry (* 1965), niederländischer Radrennfahrer
- Détári, Lajos (* 1963), ungarischer Fußballspieler und -trainerLajos Détári (* 1963)

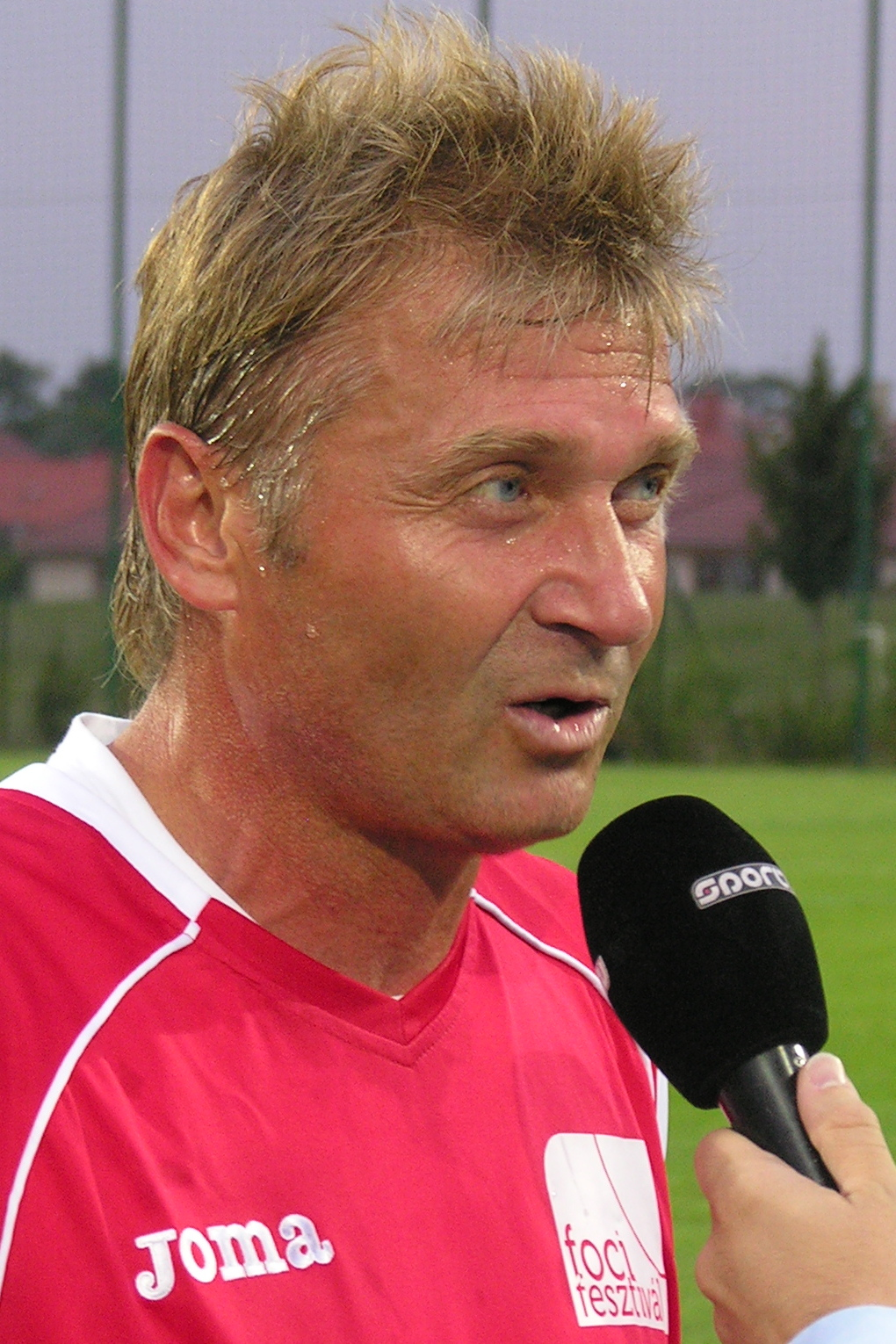
Lajos Détári (* 1963)

- Detassis, Bruno (1910–2008), italienischer Bergsteiger und -führer

### Dete
- Detel, Adolf (1903–1995), deutscher Musikpädagoge
- Detel, Wolfgang (* 1942), deutscher Philosoph
- Detela, Jure (1951–1992), slowenischer Schriftsteller, Lyriker und Pazifist
- Detela, Lev (* 1939), österreichischer Schriftsteller
- Detelich, Oliver (* 1972), amerikanisch-deutscher Tänzer, Choreograph und Ballettschulleiter
- Detelle, Emelia († 1875), niederländische Ärztin
- Detemple, Léo, französischer Jazzpianist und Arrangeur der Swingära
- Detenamo, Cherico (* 1978), nauruischer Leichtathlet
- Detenamo, Itte (* 1986), nauruischer Gewichtheber
- Detenamo, Lovelite (* 1993), nauruische Leichtathletin
- Detenamo, Quincy (* 1979), nauruischer Gewichtheber
- Detenamo, Vinson (* 1954), nauruischer Politiker
- Deter, Adolf (1900–1969), deutscher Politiker (KPD), MdV
- Deter, Erich (1893–1945), deutscher NSDAP-Funktionär, Oberbürgermeister von Hamm
- Deter, Gerhard (* 1950), deutscher Rechtshistoriker
- Deter, Ina (* 1947), deutsche Musikerin und LiedermacherinIna Deter (* 1947)

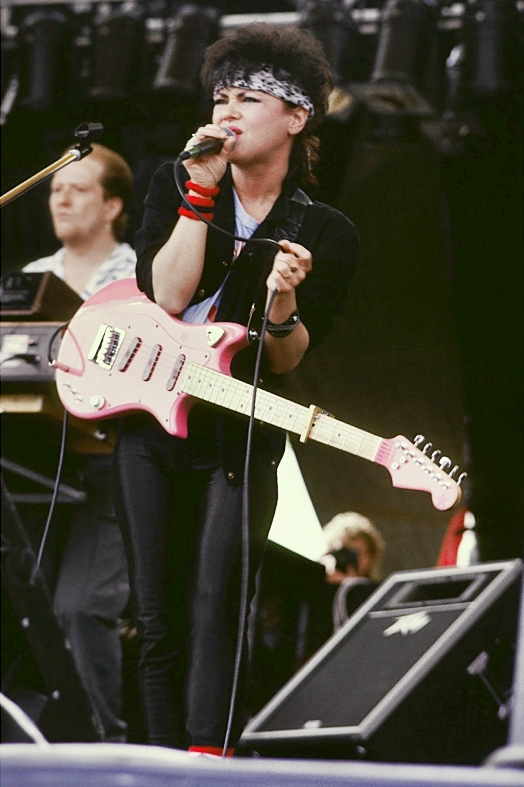
Ina Deter (* 1947)

- Deter, Marlon (* 1973), deutscher Politiker (AfD), MdL
- Deterding, Eckhard (1948–2024), deutscher Fußballspieler
- Deterding, Gudrun (* 1958), deutsche Boulespielerin
- Deterding, Henri (1866–1939), niederländischer Industrieller
- Deterding, Klaus (* 1942), deutscher Germanist und Literaturwissenschaftler
- Detering, Alfred (* 1909), deutscher nationalsozialistischer Studentenschaftsfunktionär
- Detering, Anette (* 1966), deutsche Politikerin (Bündnis 90, Bündnis 90/Die Grünen), MdA
- Detering, Heinrich (* 1959), deutscher Literaturwissenschaftler, Übersetzer und Lyriker
- Detering, Hermann (1953–2018), deutscher evangelischer Theologe und Buchautor
- Detering, Johann Werner (1808–1876), deutscher Jurist und Politiker
- Detering, Nicolas (* 1985), deutscher Literaturwissenschaftler
- Detering, Oskar (1872–1943), deutscher Maler der Düsseldorfer Schule
- Detering, Rudolf (1892–1977), deutscher lutherischer Geistlicher und Theologe, Landessuperintendent
- Detering, Walter (* 1907), deutscher Parteifunktionär (NSDAP)
- Detering, Wilfried (1939–2017), deutscher Rassegeflügelzüchter
- Deterling, Harry (1933–2010), deutscher Lokomotivführer
- Determann, Gregor (1911–1993), deutscher Politiker (Zentrum), MdB
- Determann, Klaus (* 1941), deutscher Künstler
- Determann, Lothar (* 1969), deutschamerikanischer Rechtsanwalt in Kalifornien
- Determann, Walter (1889–1960), deutscher Maler
- Determeyer, Carl (1897–1976), deutscher Maler
- Deters, Bernd (* 1961), deutscher Fußballspieler
- Deters, Henning (* 1968), deutscher Manager
- Deters, Joe (* 1957), US-amerikanischer Jurist und Politiker (Republikanische Partei)
- Deters, Joseph (1887–1958), deutscher links-katholischer Politiker (Christlich-Soziale Volksgemeinschaft, Christlich-Soziale Reichspartei)
- Deters, Karl (1876–1945), deutscher Manager
- Deters, Thalke (* 1987), deutsche Handballspielerin
- Deters, Thorben (* 1995), deutscher Fußballspieler
- Detert, Günther (1929–2001), deutscher Politiker (CDU), MdL
- Detert-Weber, Karin (* 1957), deutsche Politikerin (SPD), MdL

### Detg
- Detges, Ulrich (1958–2021), deutscher Romanist

### Deth
- Deth, Jan van (* 1950), niederländischer Politikwissenschaftler
- Dethan, Victor (* 2004), indonesisch-kanadischer Fußballspieler
- Dethard II. von Rosdorf († 1327), Dominus zu Harste, Hardegsen, Moringen und Rosdorf, Herr zu Esebeck, Gladebeck und Heslendal, Advokat von Fredelsloh und Bannerherr
- Detharding, Barthold (1535–1577), deutscher lutherischer Theologe und Pastor
- Detharding, Georg (1604–1650), deutscher Apotheker
- Detharding, Georg (1645–1712), deutscher Arzt und Lehrbuchautor
- Detharding, Georg (1671–1747), deutscher Mediziner
- Detharding, Georg (1727–1813), deutscher lutherischer Theologe und Pastor
- Detharding, Georg (1759–1825), deutscher evangelisch-lutherischer Geistlicher
- Detharding, Georg August (1717–1786), deutscher Jurist
- Detharding, Georg Christoph (1699–1784), deutscher Mediziner
- Detharding, Georg Christoph der Jüngere (1730–1789), deutscher Mediziner
- Detharding, Georg Gustav (1765–1839), deutscher Mediziner (Gynäkologe), Botaniker und Malakologe
- Detharding, Georg Wilhelm (1701–1782), deutscher Rechtswissenschaftler und Bürgermeister der Hansestadt Lübeck
- Detharding, Georg Wilhelm (1797–1882), deutscher Mediziner
- Detharding, Michael (1565–1625), deutscher Mediziner
- Dethier, Brigitte (* 1959), deutsche Theater-Regisseurin
- Dethier, Édouard (1885–1962), belgischer Geiger und Musikpädagoge
- Dethier, Gaston (1875–1958), belgisch-amerikanischer Organist und Komponist
- Dethier, Victor (1892–1963), belgischer Radrennfahrer
- Dethier, Vincent (1915–1993), US-amerikanischer Physiologe und Insektenkundler
- Dethier-Neumann, Monika (* 1960), belgische Politikerin (Ecolo)
- Dethleffs, Arist (1908–1996), deutscher Unternehmer
- Dethleffs, Sophie (1809–1864), deutsche Mundart-Dichterin
- Dethleffs, Ursula (1933–1994), deutsche Künstlerin
- Dethleffs-Edelmann, Fridel (1899–1982), deutsche Porträt-, Blumen- und Landschaftsmalerin
- Dethleffsen, Erich (1904–1980), deutscher Generalmajor
- Dethlefs, Friedrich (1909–1985), deutscher Politiker (SPD), MdHB
- Dethlefsen, Richard Jepsen (1864–1944), deutscher Architekt, preußischer Baubeamter und Denkmalpfleger
- Dethlefsen, Thorwald (1946–2010), deutscher Esoteriker und Buchautor
- Dethloff, Claus (* 1968), deutscher HammerwerferClaus Dethloff (* 1968)

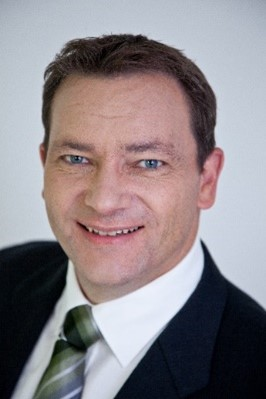
Claus Dethloff (* 1968)

- Dethloff, Heinrich (1883–1963), deutscher Verwaltungsbeamter und Politiker (SPD)
- Dethloff, Jens (* 1982), deutscher Handballspieler und Handballtrainer
- Dethloff, Jürgen (1924–2002), deutscher Erfinder
- Dethloff, Klaus (1938–2017), deutsch-österreichischer Philosoph
- Dethloff, Klaus (* 1950), deutscher Physiker und Hochschullehrer
- Dethloff, Nina (* 1958), deutsche Rechtswissenschaftlerin und Hochschullehrerin
- Dethloff, Uwe (* 1940), deutscher Romanist
- Dethmann, Adolf (1896–1979), deutscher Staatswissenschaftler, Industriekaufmann und Buchhändler

### Deti
- Deti, Giovanni Battista (1580–1630), italienischer Kurienkardinal und Bischof
- Detiège, Leona (* 1942), belgischer Politiker (SP)
- Detienne, Marcel (1935–2019), belgischer Religionswissenschaftler, Altphilologe, historischer Anthropologe und Kulturkomparatist
- Detig, Alexander (* 1966), deutscher investigativer Journalist, Produzent
- Detig, Alfred (1896–1974), deutscher Journalist
- Detig, Josefine (1893–1970), deutsche Volksschullehrerin und Verfolgte des Nationalsozialismus
- Detig, Tatyana (* 1976), ukrainische Journalistin, Buchautorin und Musikerin
- Detig, Tim (* 2001), deutscher Eishockeyspieler
- Detig, Wilhelm (1890–1958), deutscher Wasserbauingenieur und Hochschullehrer
- Detilleux, Emeline (* 1999), belgische Radrennfahrerin
- Detilleux, Servais Joseph (1874–1940), belgischer Genre- und Porträtmaler und Bildhauer
- Detilloux, Christophe (* 1974), belgischer Radrennfahrer
- DeTitta, George Jr. (* 1955), US-amerikanischer Szenenbildner
- DeTitta, George Sr. (1930–2024), US-amerikanischer Szenenbildner
- Dețiuc, Anastasia (* 1998), tschechisch-moldauische Tennisspielerin

### Detj
- Detje, Robin (* 1964), deutscher Autor und Übersetzer
- Detjen, Claus (* 1936), deutscher Verleger
- Detjen, Heinrich (1899–1968), deutscher Politiker
- Detjen, Joachim (* 1948), deutscher Politikwissenschaftler
- Detjen, Jörg (* 1953), deutscher Verleger und Politiker (PDS)
- Detjen, Klaus (* 1943), deutscher Buchgestalter und Herausgeber
- Detjen, Marion (* 1969), deutsche Historikerin und Publizistin
- Detjen, Michael (* 1958), deutscher Politiker (SPD) und Gewerkschafter
- Detjen, Stephan (* 1965), deutscher Hörfunkjournalist und AutorStephan Detjen (* 1965)

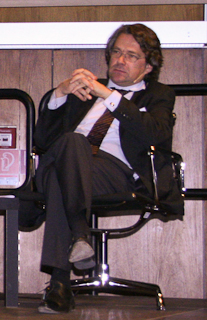
Stephan Detjen (* 1965)

### Detk
- Detken, Kai-Oliver (* 1968), deutscher Fachbuchautor
- Detken, Sven (* 1959), deutscher Basketballspieler
- Detko, Artur (* 1983), polnischer Radrennfahrer
- Detkow, Stanislaw Walerjewitsch (* 1980), russischer Snowboarder
- Detkowskaja, Darja (* 2000), kasachische Tennisspielerin

### Detl
- Detleff, Hans, deutscher Bauer und Chronist
- Detlefsen, Detlef (1833–1911), deutscher Gymnasiallehrer und Heimatforscher
- Detlefsen, Hans (1923–1992), deutscher Grafiker
- Detlefsen, Hans-Jörg (* 1963), deutscher Marineoffizier (Flottillenadmiral)
- Detlefsen, Jürgen (1943–2016), deutscher Hochfrequenztechniker und Hochschullehrer
- Detlefsen, Linde (* 1944), deutsche Gebrauchsgrafikerin und Illustratorin
- Detlefsen, Max Werner (1928–2016), deutscher Politiker (CDU), MdL
- Detlefsen, Michael (1948–2019), US-amerikanischer Logiker und Philosoph
- Detlefsen, Paul (1899–1986), dänisch-US-amerikanischer Maler und Spezialeffektkünstler
- Detlev, Eric (* 1976), deutscher Basketballtrainer und -funktionär
- Detlie, John S. (1908–2005), US-amerikanischer Artdirector, Szenenbildner und Architekt
- Detlof, Robert Scott (* 1961), brasilianischer Skirennläufer
- Detlof, Sascha (* 1982), deutscher Handballspieler

### Detm
- Detmar, Franziskaner und Chronist
- Detmar, Rudolf, deutscher Fußballspieler
- Detmer, Amanda (* 1971), US-amerikanische Schauspielerin
- Detmer, Ty (* 1967), amerikanischer American-Football-Spieler und Gewinner der Heisman Trophy 1990
- Detmer, Wilhelm (1850–1930), deutscher Pflanzenphysiologe
- Detmering, Margarete (* 1873), deutsche Politikerin (DVP), MdL
- Detmering, Paul von (1831–1918), preußischer Generalleutnant
- Detmers, Achim (* 1965), deutscher evangelisch-reformierter Theologe und Pfarrer
- Detmers, August Hinrich von (1730–1781), deutscher Offizier
- Detmers, Heinrich (1919–1999), deutscher SS-Obersturmführer und Adjutant in Konzentrationslagern
- Detmers, Maruschka (* 1962), niederländische SchauspielerinMaruschka Detmers (* 1962)

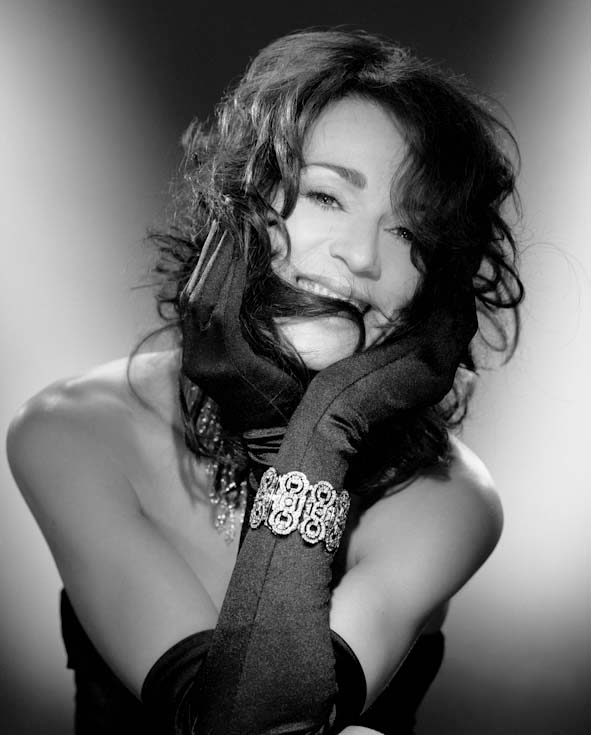
Maruschka Detmers (* 1962)

- Detmers, Theodor (1902–1976), deutscher Marineoffizier und Kommandant des Hilfskreuzers „Kormoran“
- Detmers, Ulrike (* 1956), deutsche Unternehmerin und Hochschullehrerin für Wirtschaft
- Detmold, Christian Edward (1810–1887), deutsch-amerikanischer Ingenieur
- Detmold, Henry Edward (1854–1924), britischer Maler
- Detmold, Johann Hermann (1807–1856), Jurist und Mitglied der deutschen Nationalversammlung
- Detmold, William Ludwig (1808–1894), deutsch-amerikanischer Chirurg

### Deto
- Detofol, Agenor (* 1989), brasilianischer Fußballspieler
- Detoma, Anton († 1895), bedeutender Kunstmarmorierer und Stuckateur
- Detomas, Tania (* 1985), italienische Snowboarderin
- Detoni, Dubravko (* 1937), kroatischer Komponist, Pianist und Autor
- Detoro, Kathleen (* 1958), US-amerikanische Kostümbildnerin
- Detourbay, Marie-Anne (1837–1908), französische Salonnière und Kurtisane
- Detourbet, Gérard (1946–2019), französischer Automobilmanager

### Detr
- Détraz, Claude (1938–2020), französischer Physiker
- Détraz, Romain (* 1993), Schweizer Freestyle-Skisportler
- Detre, Szabólcs (* 1947), ungarischer Segler
- Detre, Zsolt (* 1947), ungarischer Segler
- Detreille, Georges (1893–1957), französischer Radrennfahrer
- Detrell, Gisela (* 1986), spanische Ingenieurin und Hochschullehrerin
- Detrez, Ambroise (1811–1863), Maler und Professor für Malerei an der Akademie in Valenciennes
- Detrez, Conrad (1937–1985), belgisch-französischer Schriftsteller
- Detrez, Grégoire (* 1981), französischer Handballspieler
- Detrez, Raymond (* 1948), belgischer Historiker, Balkanologe, Dozent an der Universität Gent
- Detrick, Jason (* 1980), US-amerikanisch-österreichischer Basketballspieler
- Détrin, Jean-Marie, belgischer Autorennfahrer
- Detrois, Ulrich (* 1958), deutscher Sachbuchautor und Hells-Angels-Mitglied
- Detroit Junior (1931–2005), US-amerikanischer Bluesmusiker
- Détroit, Florent, französischer Paläoanthropologe
- Detroit, Marcella (* 1952), US-amerikanische Sängerin und SongschreiberinMarcella Detroit (* 1952)

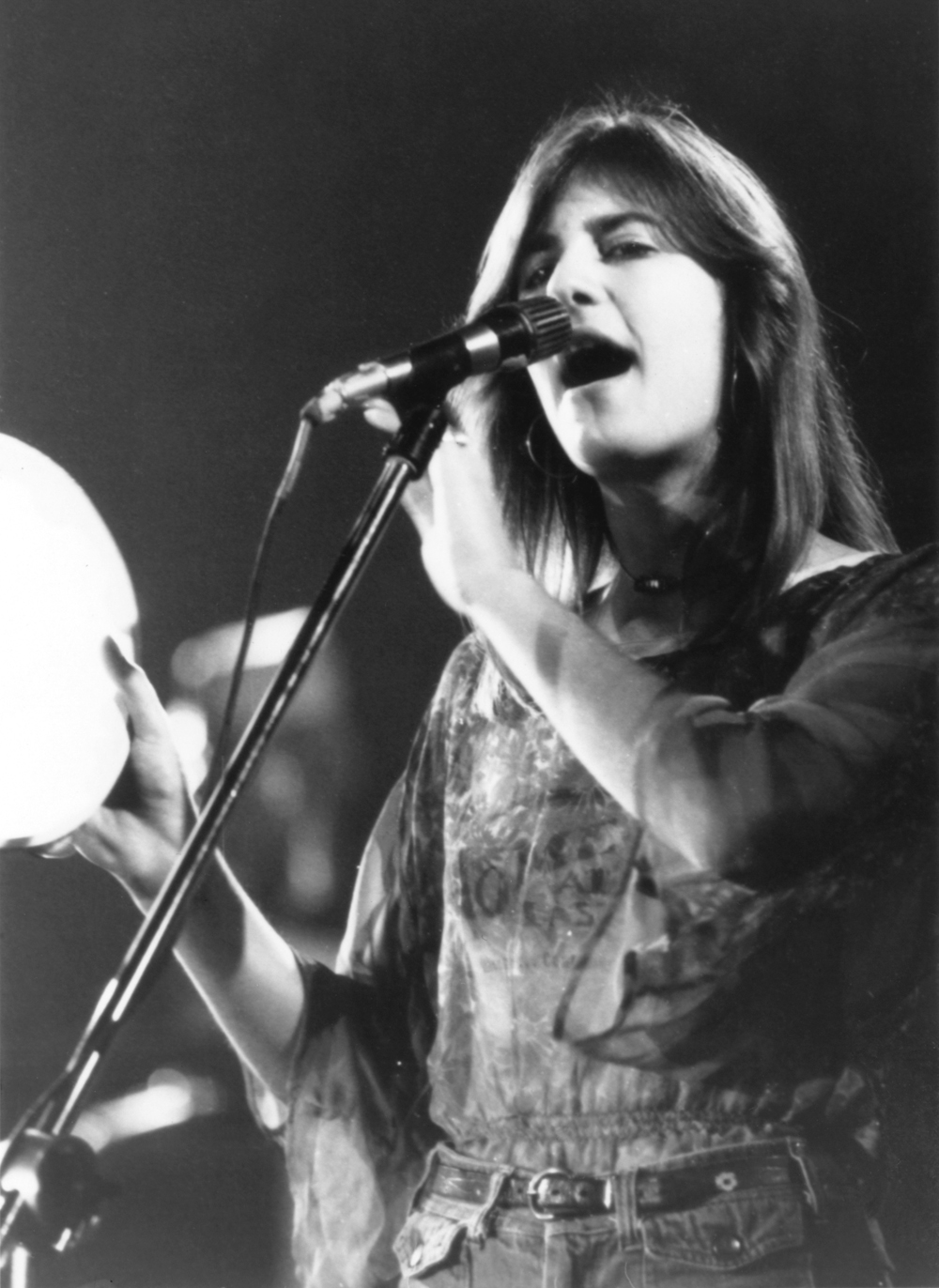
Marcella Detroit (* 1952)

- Detruyer, Marie (* 2004), belgische Fußballspielerin

### Dets
- Detsch, Jürgen (* 1947), deutscher Fußballspieler
- Detsch, Rüdiger (* 1964), deutscher Ministerialbeamter
- Detscher, Stefan (* 1980), deutscher Ökonom und Hochschullehrer
- Detschew, Dimityr (1877–1958), bulgarischer Philologe
- Detschew, Martin (1990–2024), bulgarischer Fußballspieler
- Détschy, Serafine (1853–1927), österreichisch-deutsche Theaterschauspielerin, Rhetoriklehrerin und Schriftstellerin
- Detsinyi, Ludwig (1915–1997), ungarisch-australischer Schriftsteller und Journalist

### Dett
- Dett, Daniela (* 1977), österreichische Schauspielerin, Sängerin und Tänzerin
- Dett, Robert Nathaniel (1882–1943), kanadischer afro-amerikanischer Komponist und Pianist
- Dettbarn-Slaughter, Vivian (* 1955), US-amerikanische Musikpädagogin, Pianistin, Sängerin und Komponistin
- Dette, Franz, deutscher Fußballspieler
- Dette, Jon (* 1970), US-amerikanischer SchlagzeugerJon Dette (* 1970)

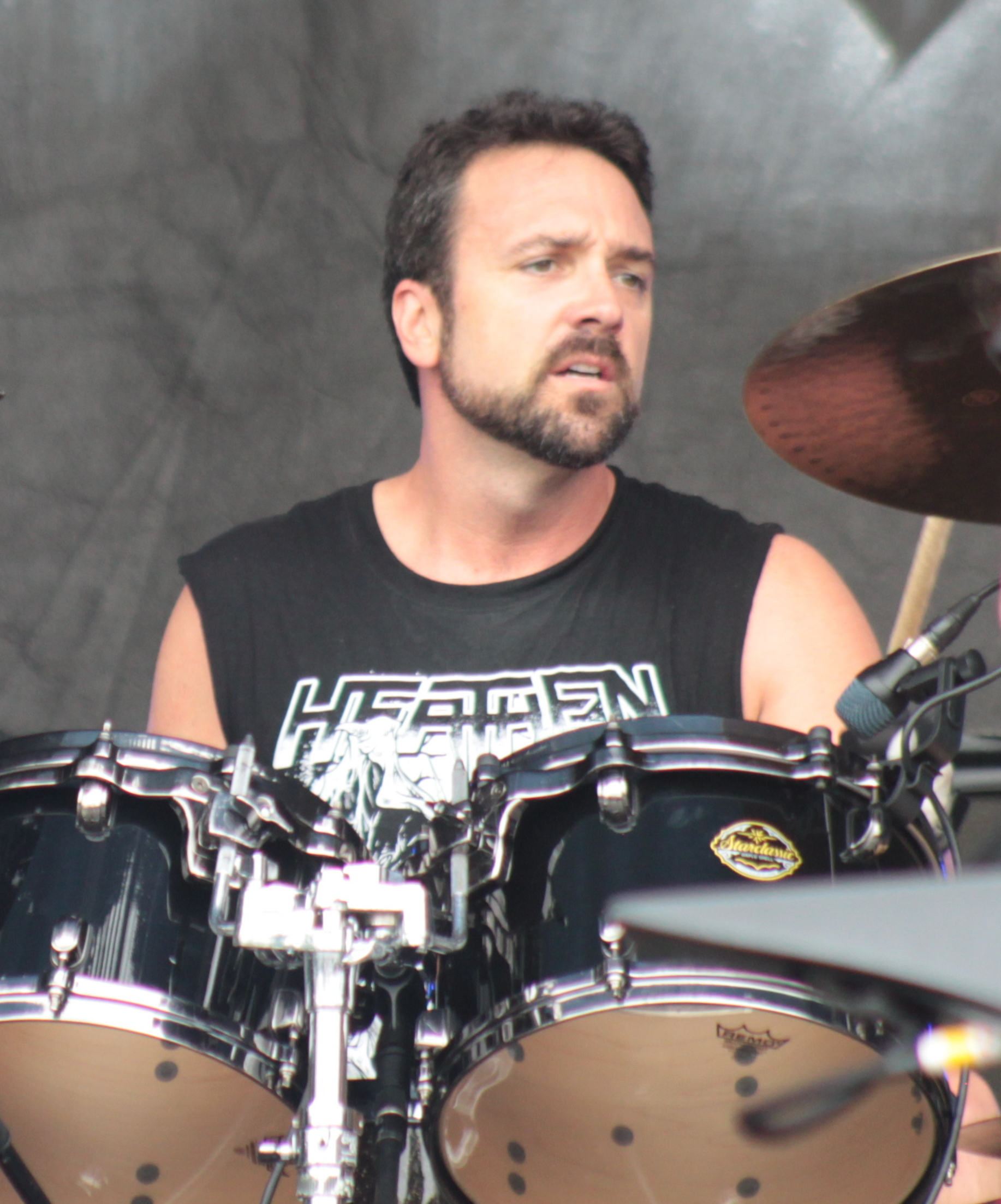
Jon Dette (* 1970)

- Dette, Sebastian (* 1958), deutscher Jurist und ehemaliger Richter am Bundesverwaltungsgericht, Präsident des Rechnungshofs Thüringens
- Dette, Wolfram (* 1951), deutscher Kommunalpolitiker (FDP) und Oberbürgermeister von Wetzlar
- Dettelbach, Bernd-Wolf (* 1951), deutscher Maler und Plastiker
- Dettelbacher Bildstockmeister, Bildhauer
- Dettelmaier, Rudolf (1903–1991), österreichischer Bibliotheksdirektor
- Detten, Arnoldus (1707–1774), katholischer Priester, Abt des Klosters Marienfeld
- Detten, Georg von (1837–1919), Richter, Regionalhistoriker und Abgeordneter (Zentrum)
- Detten, Georg von (1887–1934), deutscher Politiker (NSDAP), MdR und SA-Gruppenleiter
- Detten, Hermann von (1879–1954), deutscher Politiker (NSDAP)
- Detten, Max von (1877–1945), deutscher Weingutsbesitzer und Politiker (Wirtschaftspartei, NSDAP), MdL
- Detten, Richard von (1838–1906), deutscher Bergbeamter
- Dettenborn, Harry (* 1939), deutscher Psychologe
- Dettenhofer, Maria H. (1960–2016), deutsche Althistorikerin
- Dettenhöfer, Petra (* 1957), deutsche Politikerin (CSU), MdL
- Dettenhusen, Bernhard von, Ratsherr und Bürgermeister in Bremen
- Detter, Gustav (* 1986), schwedischer Squashspieler
- Detter, Klaus (* 1940), deutscher Richter
- Detter, Theodor (1886–1957), österreichischer Maler
- Detterbeck, Steffen (* 1956), deutscher Rechtswissenschaftler, Hochschullehrer und Richter
- Detterer, Bernd (* 1948), deutscher Fußballspieler
- Detterle, Ausanius (1755–1829), österreichischer Zisterzienserabt
- Detterle, Bruno (1759–1832), österreichischer Zisterzienserabt
- Detti, Gabriele (* 1994), italienischer Freistilschwimmer
- Dettinger, Christian Friedrich von (1804–1876), Prälat, Generalsuperintendent in Reutlingen
- Dettinger, Christophe (* 1981), französischer Boxer
- Dettinger, Johannes von (1801–1866), württembergischer Oberamtmann
- Dettinger, Johannes von (1842–1906), württembergischer General der Infanterie
- Dettinger, Paul (1881–1949), deutscher Verwaltungsbeamter
- Dettke, Bodo (* 1967), salomonischer Politiker, Abgeordneter und Minister
- Dettl, Stefan (* 1981), deutscher MusikerStefan Dettl (* 1981)

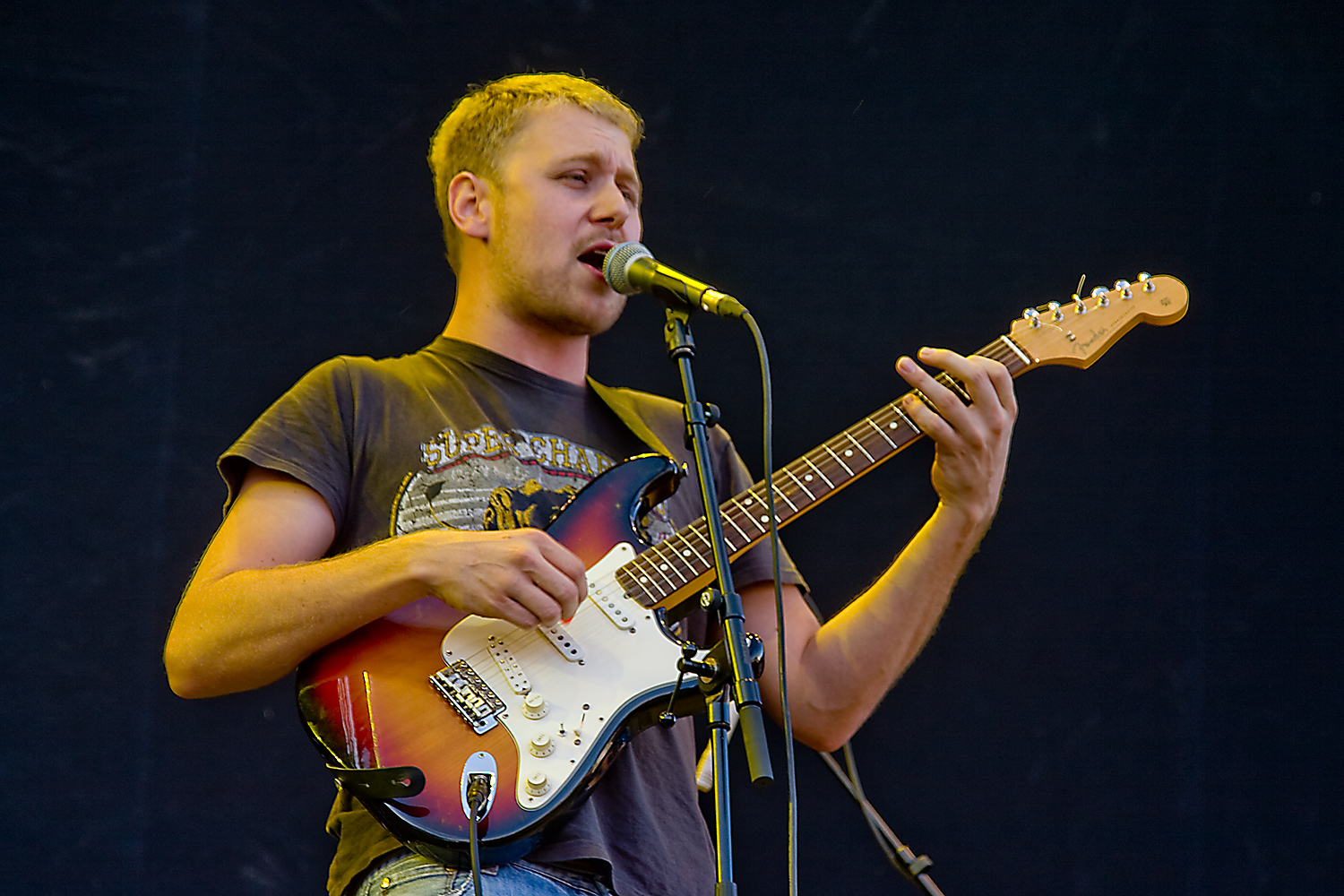
Stefan Dettl (* 1981)

- Dettling, Andrea (* 1987), Schweizer Skirennfahrerin
- Dettling, Daniel (* 1971), deutscher Zukunftsforscher und Publizist
- Dettling, Marcel (* 1981), Schweizer Politiker (SVP)
- Dettling, Toni (* 1943), Schweizer Politiker (FDP)
- Dettling, Warnfried (* 1943), deutscher Politologe und Publizist
- Dettlinger, Joseph (1865–1937), deutscher Holzbildhauer
- Dettloff, Werner (1919–2016), deutscher römisch-katholischer Geistlicher, Dogmatiker und Fundamentaltheologe
- Dettmann, Christel (* 1943), deutsche Politikerin (SPD), MdL
- Dettmann, Edith (1898–1987), deutsche Malerin
- Dettmann, Friedrich (1897–1970), deutscher Politiker (KPD, SED), MdHB
- Dettmann, Fritz (1880–1965), deutscher Unternehmer und Politiker (DNVP)
- Dettmann, Fritz (1921–1972), deutscher Wirtschaftsfunktionär in der Deutschen Demokratischen Republik (DDR)
- Dettmann, Gerd (1897–1943), deutscher Kunsthistoriker und Kustos am Focke-Museum in Bremen
- Dettmann, Hans Eduard (1891–1969), deutscher Schriftsteller
- Dettmann, Heike Uta, deutsche Diplomatin
- Dettmann, Henrik (* 1958), finnischer Basketballtrainer
- Dettmann, Jutta (* 1983), deutsche Kommunalpolitikerin (SPD), Bürgermeisterin von Melle
- Dettmann, Ludwig (1856–1937), deutscher Zeichenlehrer und Maler
- Dettmann, Ludwig (1865–1944), deutscher MalerLudwig Dettmann (1865–1944)

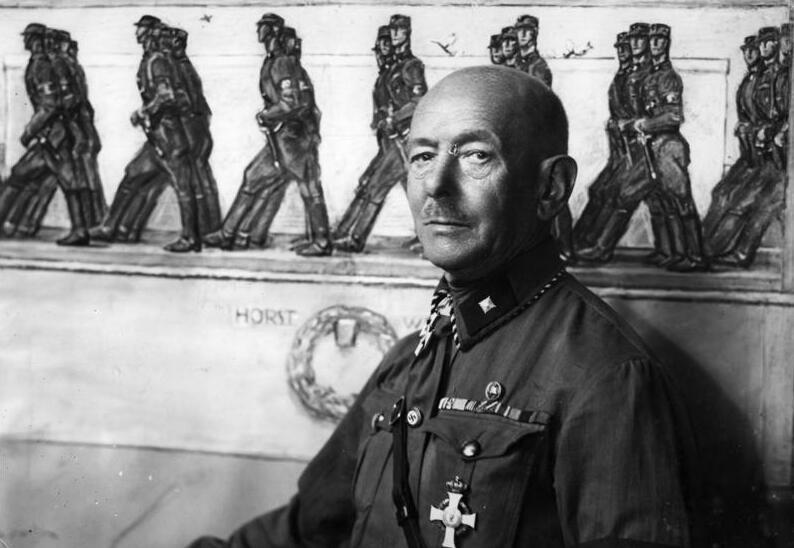
Ludwig Dettmann (1865–1944)

- Dettmann, Lutz (* 1961), deutscher Schriftsteller und Vermessungstechniker
- Dettmann, Marcel (* 1977), deutscher Techno-Musiker, DJ und Inhaber des Musiklabels Marcel Dettmann Records (MDR)
- Dettmann, Max (1863–1905), Pianist, Komponist und Hochschullehrer in Berlin
- Dettmann, Reinhard (* 1950), deutscher Politiker und Bürgermeister
- Dettmann, Rolf (1915–1992), deutscher Maler, Zeichner, Illustrator und Grafiker
- Dettmann, Tim (* 1982), deutscher Badmintonspieler
- Dettmann, Udo (* 1950), deutscher bildender Künstler
- Dettmar, Dirk (* 1957), deutscher Schwerverbrecher
- Dettmar, Georg (1871–1950), deutscher Elektroingenieur und Hochschullehrer
- Dettmar, Julius (1899–1975), deutscher Kunstpädagoge und Hochschullehrer
- Dettmar, Peter (* 1953), deutscher Diplomat
- Dettmar, Ute (* 1969), deutsche Germanistin
- Dettmeier, Christoph (* 1966), deutscher Bildhauer, Fotograf und Performancekünstler
- Dettmer, Aloysius Joseph (1915–1984), US-amerikanischer römisch-katholischer Ordensgeistlicher, Apostolischer Präfekt von De Aar
- Dettmer, Carl Heinrich (1811–1879), deutscher Pädagoge und Politiker
- Dettmer, Friedrich (1835–1880), deutscher Theaterschauspieler und Opernsänger (Bariton)
- Dettmer, Helmut (* 1920), deutscher Architekt
- Dettmer, Julia (* 1986), deutsche Journalistin und Buchautorin
- Dettmer, Karoline (1867–1959), deutsche Politikerin (SPD), MdR
- Dettmer, Konrad, deutscher Tischtennisspieler
- Dettmer, Wilhelm (1808–1876), deutscher Opernsänger (Bass)
- Dettmer, Wilhelm (1860–1925), deutscher Theaterschauspieler und -regisseur
- Dettmering, Wilhelm (1912–1999), deutscher Ingenieur und Vorsitzender des VDI
- Dettmers, Ernst (1808–1850), deutscher Maler und Lithograf
- Dettmers, Jan (* 1976), deutscher Psychologe
- Dettmers, Otto (1892–1986), deutscher Jurist, Generaldirektor des Norddeutschen Lloyd und Kunstsammler
- Dettmers, Theodor (1825–1896), deutscher Unternehmer und Lithograf
- Dettmeyer, Willy (* 1976), deutscher Kameramann
- Dettner, Fritz (1905–1937), deutscher Politiker der Kommunistischen Partei Deutschlands (KPD)
- Dettner, Konrad (* 1951), deutscher Zoologe und Ökologe
- Detto, Albert (1845–1910), deutscher Lehrer und Politiker (Nationalliberale Partei), MdR
- Detton, Marc (1901–1977), französischer Ruderer
- Dettori, Giovanni (* 1940), italienischer Geistlicher, emeritierter römisch-katholischer Bischof von Ales-Terralba
- D’Ettorre Piazzoli, Roberto (* 1942), italienischer Kameramann
- Dettweiler, Friedrich (1864–1939), deutscher Ziegenzüchter und Hochschullehrer
- Dettweiler, Peter (1837–1904), deutscher Lungenfacharzt und der Begründer des Sanatoriumswesens in DeutschlandPeter Dettweiler (1837–1904)

Peter Dettweiler (1837–1904)

- Dettweiler, Peter (1856–1907), deutscher Altphilologe
- Dettweiler, René (* 1983), deutscher Boxsportler
- Dettwiler, Daniel (* 1974), Schweizer Musiker, Komponist, Sound-Designer, Tonmeister und Sound-Engineer
- Dettwiler, Emil (1865–1932), Schweizer Baumeister und Architekt
- Dettwiler, Lukas (* 1954), Schweizer Übersetzer
- Dettwiler, Monika (* 1948), schweizerisch-italienische Journalistin und Autorin
- Dettwiler, Noah (* 2005), Schweizer Motorradrennfahrer

### Detu
- Detudamo, Buraro (1931–1994), nauruanischer Politiker
- Detudamo, Timothy († 1953), nauruischer Politiker
- DeTurck, Dennis (* 1954), US-amerikanischer Mathematiker

### Detw
- Detweiler, Robert (1930–2003), US-amerikanischer Ruderer
- Detwiler, Donald S. (1933–2020), US-amerikanischer Historiker
- Detwiller, Henry (1795–1887), schweizerisch-amerikanischer Mediziner, Chirurg, Homöopath und Naturforscher

### Dety
- Detyschew, Artjom Alexandrowitsch (* 1978), russischer Eisschnellläufer

### Detz
- Detzel, Albert (1905–1969), deutscher Politiker (CDU), MdL
- Detzel, Maria (1892–1965), deutsche Politikerin (SPD), MdL
- Detzel, Martin (* 1959), deutscher Ökonom
- Detzer, Diane (1930–1992), amerikanische Science-Fiction-Autorin
- Detzer, Sandra (* 1980), deutsche Politikerin (Bündnis 90/Die Grünen), MdBSandra Detzer (* 1980)

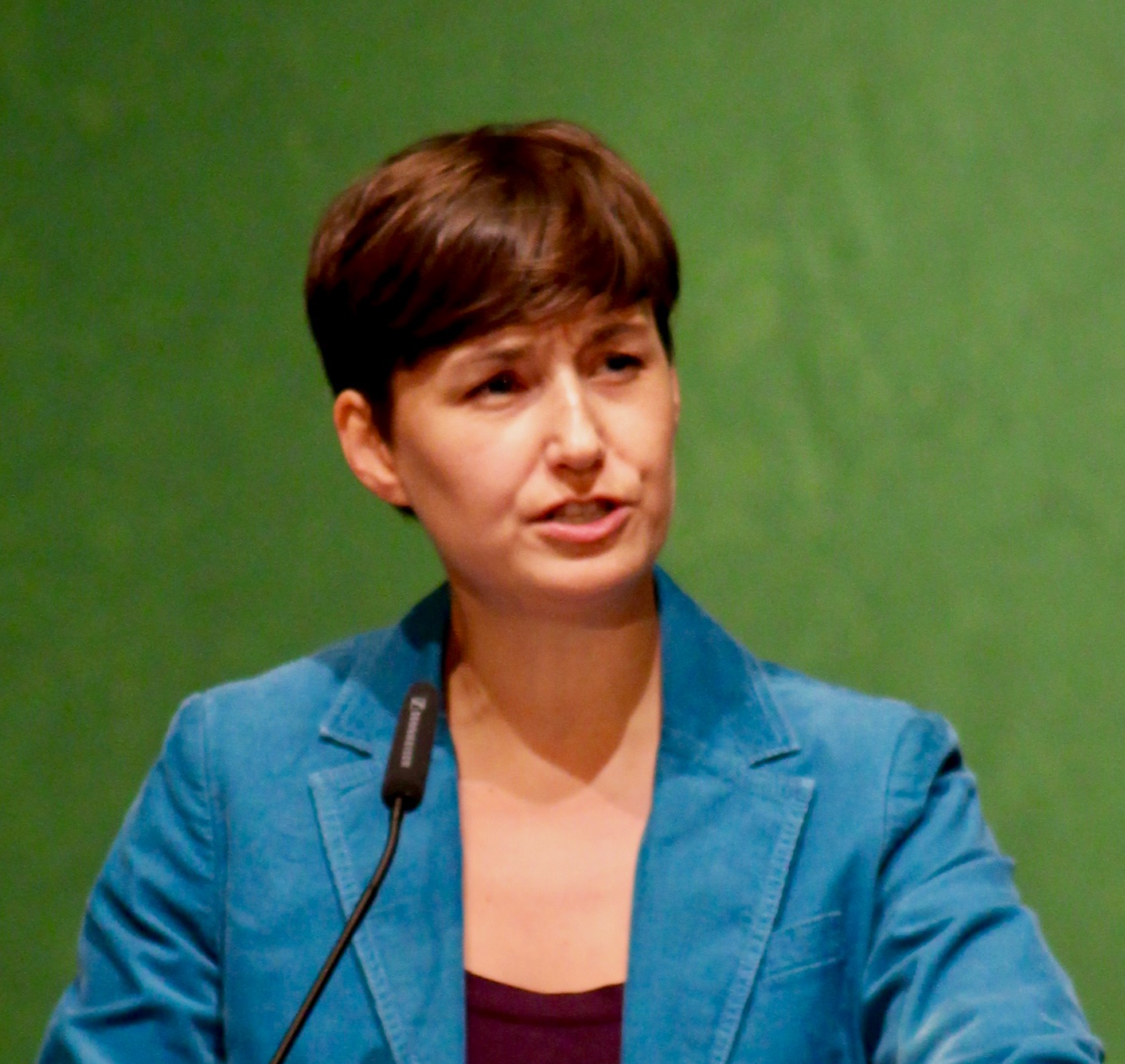
Sandra Detzer (* 1980)

- Detzler, Burkhard (* 1961), deutscher Architekt, Künstler und Hochschullehrer
- Detzner, Hermann (1882–1970), deutscher Offizier und Autor